# باتريسيا كورتني
باتريسيا كورتني (بالإنجليزية: Patricia Courtney)‏ هي لاعب كرة قاعدة أمريكية، ولدت في 8 أكتوبر 1931 في إيفرت في الولايات المتحدة، وتوفي بنفس المكان في 12 يوليو 2003 بسبب سرطان المعدة.